# DJ Kayz
DJ Kayz de son vrai nom Medhi Aichaoui , est un DJ et producteur franco-algérien, né le 8 octobre 1980 à Paris. Reconnu pour son influence dans la musique urbaine et orientale, Dj Kayz a su imposer son style unique en mêlant des sonorités modernes aux rythmes traditionnels du maghreb. Depuis plus de deux décennies, il est une figure incontournable de la scène musicale francophone collaborant avec des artistes renommés tels que Jul, Maitre Gims, Niska, Cheb Khaled ... 
DJ Kayz est surtout connu pour ses compilations à succès, comme la célèbre série Oran Mix Party, et ses albums studio, dont Paris Oran New York (2014) et En Famille (2018), qui se sont hissés dans les meilleurs classements en France. Son travail témoigne d’un mélange audacieux de musiques urbaines et de styles traditionnels, séduisant un large public en Europe et au Maghreb.
Artiste complet, DJ Kayz s’est également illustré à travers des tournées internationales et des projets collaboratifs qui ont marqué la musique franco-maghrébine. Aujourd’hui, il continue à produire des titres qui repoussent les frontières culturelles et musicales, faisant de lui un ambassadeur de la diversité et de la modernité musicale.

## Discographie

### Albums
| Année | Album                    | Meilleur classement Charts France |
| ----- | ------------------------ | --------------------------------- |
| 2014  | Paris Oran New York      | 14                                |
| 2015  | Paris Oran New York 2015 | 9                                 |
| 2016  | DJ Kayz                  | 23                                |
| 2018  | En Famille               | 10                                |
| 2021  | En Equipe                |                                   |

### Compilations
- Oran Mix Party (7 volumes)
- Kabylifornie (2 volumes)

### Singles
| Année | Titre                                                    | Meilleur classement en France |
| ----- | -------------------------------------------------------- | ----------------------------- |
| 2014  | Fidèle à ma team (feat. Jul)                             | 136                           |
| 2014  | Du swagg (feat. H Magnum & Maître Gims)                  | 45                            |
| 2014  | 100 mecs sans meuf (DJ Kayz presents Ridsa & Li'lya DS)  | 162                           |
| 2014  | Soirée 100 mecs sans meuf (feat. Dieselle, Dry & Mokobé) |                               |
| 2015  | Jugni ji (feat. Mister You, Dr Zeus & Sophia Akkara)     | 43                            |
| 2015  | Mariage dérangé (feat. Souf, Farid & Oussama)            | 30                            |
| 2015  | Validé (feat. Ridsa & Axel Tony)                         | 12                            |
| 2015  | On s'met bien (feat. Ridsa)                              | 143                           |
| 2016  | Coller serrer (feat. Gradur)                             | 17                            |
| 2017  | Fuego (feat. Souf)                                       | 44                            |
| 2018  | Jour J (feat. Wassila & Scridge)                         | 32                            |